# Gulf, Colorado and Santa Fe Railway
Die Gulf, Colorado and Santa Fe Railway war eine Beteiligungsgesellschaft der Atchison, Topeka and Santa Fe Railway im Osten Texas mit Endbahnhöfen in Galveston, Houston und Purcell,  Oklahoma.

## Geschichte

### Selbständig

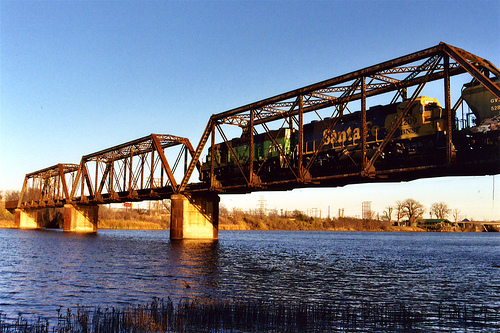
Brücke über den Brazos River

1873 entwickelten sich Houston und Galveston als Rivalen; die Galveston, Houston, and Henderson Railroad war die einzige Verbindung beider Städte. Streit zwischen Houston und Galveston fand immer wieder neue Nahrung durch Quarantäne, die auf zwischen Galveston und Houston beförderte Züge verhängt wurde. Sie basierten meist auf Gelbfieber-ausbrüchen oder -epidemien. Deswegen beschloss Galveston, eine eigene Bahnstrecke durch Texas, dessen sogenannten Pfannenstiel um Austin zu bauen, die über die Staatsgrenze nach Santa Fe (New Mexico) führte, um Houston zu umgehen. Dazu wurde die Gulf, Colorado and Santa Fe Railroad Company (GCSF) gegründet, und der Staat Texas stellte den notwendigen Baugrund zur Verfügung.
Das Gesetz wurde zwar schon 1873 beschlossen, aber die Bauarbeiten begannen erst zwei Jahre später. Die ersten Baupläne entwarf ein ehemaliger Kommandeur der konföderierten Armee, General Braxton Bragg. Am 8. Februar 1875 beschloss der Vorstand über den Standort des Betriebswerkes und Anschluss oder Kreuzung mit der Strecke Galveston, Harrisburg San Antonio. Anfang 1875 ging es um eine Brücke über den Galveston Bay und über den Anschluss von Arcola, Texas. Am 30. April, 1875 wurde mit Henry Rosenberg, dem Präsidenten der Gulf, Colorado, and Santa Fe Railway Company der Kontrakt mit Burnett & Kilpatrick zum Bau der Brücke über den Bay inklusive einer Hebebrücke geschlossen.
Der 1. Mai 1875 brachte den ersten Spatenstich zum Bau der Gulf, Colorado, and Santa Fe Railroad. Nach dem langwierigen Vorspiel lagen schon am 28. Mai Gleise bis Arcola und Pläne reichten bis zum Brazos River.
Im September 1876 baute die Galveston, Houston, and Henderson Railroad ihr neues Personenzugbetriebswerk, das die CSF dann mitbenutzte.
Im März 1877 waren die Bauarbeiten von Galveston bis Arcola fertig, und die ersten Züge fuhren. Im Oktober folgte die Brücke über den Brazos River samt Verbindung nach Richmond (Texas) mit der Strecke nach San Antonio (Texas). Damit war eine direkte Verbindung geschaffen, die von Galveston 11 Meilen kürzer war, als jede andere existierende Bahn. Im Folgejahr war die Eisenbrücke über den Brazos River mit 480 Fuß Länge fertig und im Oktober konnte der reguläre Zugverkehr über die ganze Strecke verfügen.
Im Dezember 1878 gab es Finanzierungsschwierigkeiten, an deren Ende die Gesellschaft zwar ihre Strecke bis Richmond ausgebaut bekam, aber selbst in den Besitz von George Sealy überging, nachdem sie öffentlich versteigert worden war. Der neue Vorstand plante, die Strecke nach Brenham weiterzubauen.

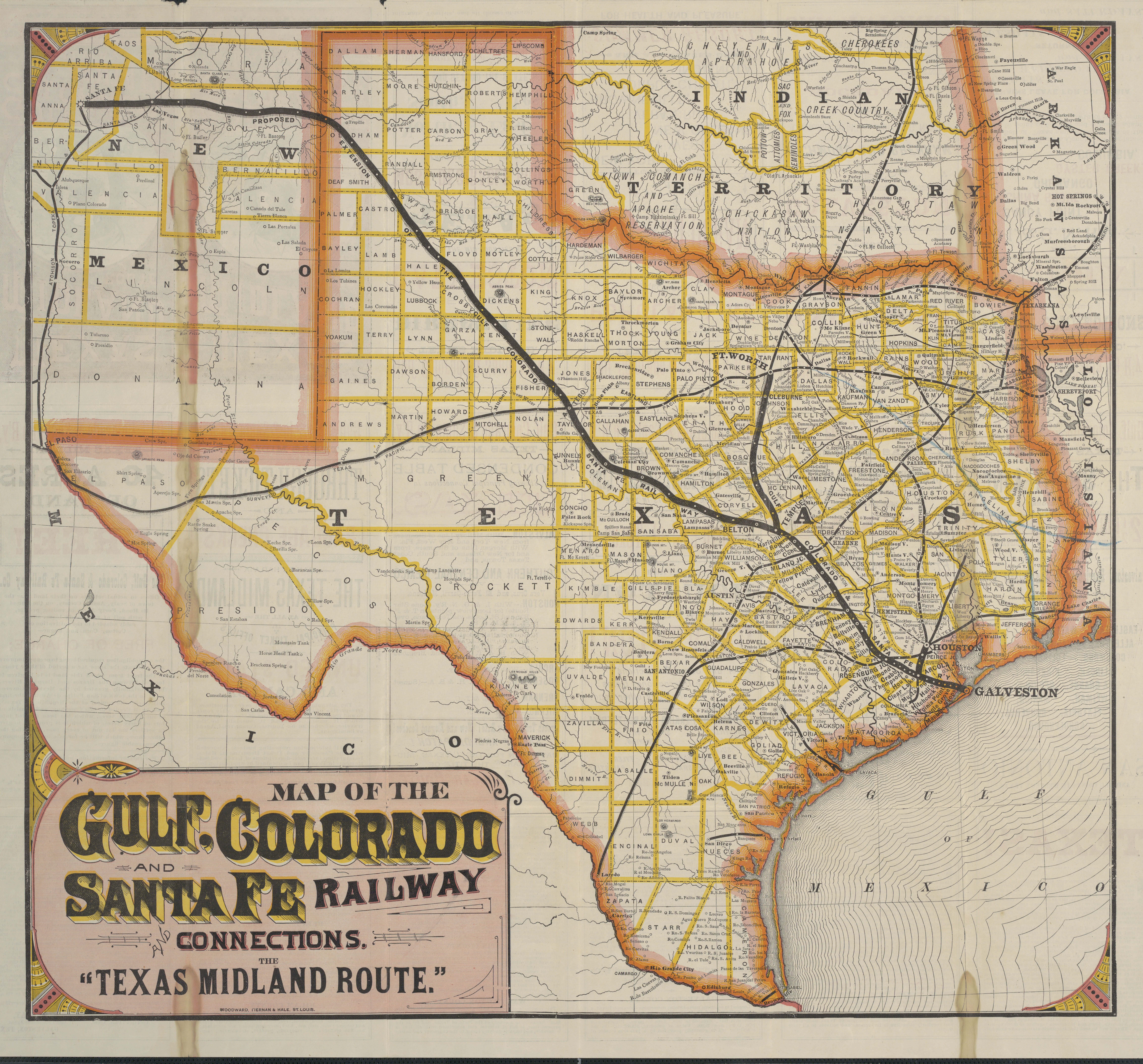
Karte von das Gulf, Colorado and Santa Fe Railway, circa 1880

Der neue Chefingenieur Bernard Moore Temple entwickelte Pläne ins Zentrum von Texas, der Vorstand beschaffte Streckenrechte nach Houston hinein. Mit der Zeit entwickelte sich diese Strecke zur Lebensader der Gesellschaft: 1880 übernahm die GCSF die erste Verteilung einer Tageszeitung per Bahn in den Vereinigten Staaten. Als wieder eine Quarantäne zwischen Galveston und Houston verhängt worden war, konnte die Galveston News mit Extrazug auf separater Bahnstrecke von Galveston nach Rosenberg gelangen und von dort konnten mit der Houston and Texas Central Railway die Tagesnachrichten über Texas verbreitet werden.
Die Bahnstrecke erreichte im März 1886 eine Streckenlänge von 226 Meilen als Belton (Texas) angeschlossen wurde. Man hatte die Strecke mit Telegrafenleitung versehen und spürte noch im selben Jahr den Nutzen dieser Investition. 1882 erreichte die Bahn Lampasas und eine Zweigstrecke von Alvin nach Houston wurde angeschlossen.
Viele Städte und Gemeinden förderten den Eisenbahnbau mit Beträgen von 70 Dollar wie Nickleville bis 85.000 Dollar von Fort Worth. Rosenberg, Sealy, Somerville, Killeen, Moody, Wallis, Ballinger und Temple wurden zu wichtigen Umschlagsknoten.
Mitte der 1880er Jahre übernahm Walter Justin Sherman den Posten des Chefingenieurs. Sherman führte mit maßvollen Alkoholrationen neue Methoden zur Hebung der Moral der Bahnarbeiter ein.
Schon 1881 zog die GCSF die Aufmerksamkeit einiger Eisenbahnmagnaten auf sich. Jay Gould hielt ein Monopol in Nordtexas, das die Bahnen in Texas inklusive der Gulf, Colorado Strecke bedrohte. William Barstow Strong, Präsident der Atchison, Topeka and Santa Fe Railroad war Goulds Widersacher im Bemühen um Aufträge aus Handel und Gewerbe.
Sealy und seine Manager der Gulf, Colorado Strecke merkten bald, dass für deren Weiterbestand Verkehr über die Grenzen von Texas hinaus notwendig wurde. William Strong löste das Problem durch Verbindung beider Strecken. Am 25. März 1886 gaben die Aktionäre George Sealy die Freigabe, Aktien beider Gesellschaften zu tauschen.
Durch das Übereinkommen konnte die GCSF ihre Strecke von Fort Worth durch das Indianer-Territorium bis Purcel erweitern, um dort an die Bahn nach Atchison anzuschließen. Danach baute man die Gulf, Colorado Strecke weiter bis Paris und schuf die Verbindung nach St. Louis und San Francisco sowie eine Zweiglinie von Cleburne nach Weatherford. Am 26. April 1887 erreichten Sherman und seine Arbeiter Purcell vier Stunden vor Plan und vor der Atchison, Topeka and Santa Fe Company. Im Juni fuhren die ersten Züge von Kansas City nach Galveston.
Mit der Fertigstellung der Strecke nach Purcell sollte die Atchison, Topeka, and Santa Fe die Kontrolle über die Gulf, Colorado, and Santa Fe erhalten. Der am 3. März 1886 zwischen Sealy und Strong geschlossene Vertrag sah die Übergabe aller GCSF-Aktien an die Atchison gegen acht Millionen Dollar in Atchison-Aktien vor. Am 23. März wurden Manager der ATSF in den Vorstand der Gulf, Colorado, and Santa Fe gewählt und damit die Fusion abgeschlossen.
Die Strecke der Gulf, Colorado, and Santa Fe war damit offiziell an die Atchison, Topeka, and Santa Fe Railroad übergegangen, blieb aber eine wichtige Bahn der Gesellschaft, weil sie viele größere Städte in Texas mit ihrem wichtigsten Hafen verband.
1897 wurde das steigende Interesse an der GCSF-strecke durch die Restaurant- und Hotelkette von Fred Harvey bestätigt, die mit der ATSF ein Übereinkommen schloss, deren Restaurants zusammen mit der Bahn in ein Lied, ein Buch und andere Unterhaltungsmedien eingingen.

### Als Beteiligungsgesellschaft
Die GCSF half auch nach dem Unwetter von 1900, Galveston wiederaufzubauen.  1904 stellte die Bahngesellschaft einen Landstreifen zur Verfügung, auf dem ein Kanal angelegt wurde, um die Stadt erhöht wiederaufzubauen. 1908 errichtete die GCSF zusammen mit anderen Bahngesellschaften eine neue Dammverbindung von Galveston auf das Festland.
1912 gab die Atchison, Topeka, and Santa Fe Company ihre Pläne für ein neues Betriebswerk in Galveston mit Büros in einem emaillierten Stahlbetonbau für die Gulf, Colorado, and Santa Fe bekannt. 1932 wurde das Gebäude erweitert und mit einem eigenen Heizkraftwerk versorgt.
Nach dem Zweiten Weltkrieg war die Santa Fe bemüht, ihren Frachtverkehr auszuweiten.  Dazu wurden Ganzzugverkehre eingeführt, zum Beispiel 1949 der „Cotton Special“ als Baumwolletransport von Lubbock im Westen Texas zu den Spinnereien in Galveston.
In den 1960er Jahren arbeitete die Santa Fe worked mit vielen Gesellschaften zusammen, um ihr Netz in großem Umfang zu erweitern.  In einem solchen Fall übernahm die Santa Fe für die Duval Corporation den Abtransport von deren Schwefelmine in Rustler Springs, Texas.  Dazu baute die Santa Fe eine Anschlussstrecke und verwirklichte die bahnbrechende Idee eines Schwefeltransports im geschmolzenen Zustand von der Mine zur Verarbeitung in Galveston, nach der es dann verschifft werden konnte.  So konnte Schwefel leichter über größere Strecken befördert werden als zuvor.  Dazu wurde er auf 290 Grad Fahrenheit erhitzt und in Tankwagen verladen. Das Konzept war so gut, dass man drei Ganzzüge mit je 66 Tankwagen erwarb und sie in einem Umlauf von 930 Meilen (1467 km) einsetzte.
So verschmolz die Gulf, Colorado, and Santa Fe Railroad Company mit der Atchison, Topeka and Santa Fe Railway.  Beide zusammen sind unter dem Namen Santa Fe Railroad bekannt.  Erst 1965 ging das Eigentum der Gulf  Company auch notariell an die ATSF über und sie verlor ihre formale Selbständigkeit.
Die Gulf, Colorado and Santa Fe Railroad Company wurde zwar von der späteren Santa Fe Company geschluckt, aber ihr Erbe verteilt sich über ganz Texas.  Ohne die GCSF hätte es viele Städte und Gemeinden in Texas nie gegeben.  Galveston, sowie Handel und Gewebe in Texas entwickelten sich durch die Bahn. Sie verband Galveston mit den Baumwollfeldern der oberen Brazosregion und den Weizenfeldern des Mittleren Westens.  Obwohl es die Gulf, Colorado, and Santa Fe Railroad Company nicht mehr gibt, leben ihre Bahnstrecken in der „Gulf Section“ der ATSF weiter.

## Referenzen
- Eisenbahnmuseum Galveston, derzeit wegen Umbau geschlossen
- Handbook of Texas Online englisch